# Кастехон-де-лас-Армас
Кастехон-де-лас-Армас (ісп. Castejón de las Armas) — муніципалітет в Іспанії, у складі автономної спільноти Арагон, у провінції Сарагоса. Населення — 122 особи (2010).
Муніципалітет розташований на відстані близько 190 км на північний схід від Мадрида, 85 км на південний захід від Сарагоси.

## Демографія
Динаміка населення (INE ):